# Tipula optiva
Tipula optiva är en tvåvingeart som beskrevs av Alexander 1921. Tipula optiva ingår i släktet Tipula och familjen storharkrankar. Inga underarter finns listade i Catalogue of Life.